# Mexigonus morosus
Mexigonus morosus là một loài nhện trong họ Salticidae.
Loài này thuộc chi Mexigonus. Mexigonus morosus được Elizabeth Maria Gifford Peckham & George William Peckham miêu tả năm 1888.